# Aguascalientes
Aguascalientes (phát âm tiếng Tây Ban Nha: [aɣwas kaljentes]) là một trong 31 bang, cùng với quận liên bang, là 32 thực thể Liên bang của México. Aguascalientes được chia thành 11 hạt và thủ phủ của bang là Aguascalientes.
Aguascalientes là một bang nằm ở miền trung Mexico. Bang được bao quanh bởi các tiểu bang Zacatecas ở phía bắc và Jalisco ở phía nam. Tên của nó có nghĩa là "nước nóng" trong tiếng Tây Ban Nha, tên này bắt nguồn từ sự phong phú của các suối nước nóng trong khu vực này, tính từ tương đương sử dụng cho bang và cư dân của bang là hidrocálido.

## Hạt
Aguascalientes được chia thành 11 hạt municipios
| Mã INEGI | Hạt                       | Thủ phủ hạt               |
| -------- | ------------------------- | ------------------------- |
| 001      | Aguascalientes            | Aguascalientes            |
| 002      | Asientos                  | Asientos                  |
| 003      | Calvillo                  | Calvillo                  |
| 004      | Cosío                     | Cosío                     |
| 005      | Jesús María               | Jesús María               |
| 006      | Pabellón de Arteaga       | Pabellón de Arteaga       |
| 007      | Rincón de Romos           | Rincón de Romos           |
| 008      | San José de Gracia        | San José de Gracia        |
| 009      | Tepezalá                  | Tepezalá                  |
| 010      | El Llano                  | Palo Alto                 |
| 011      | San Francisco de los Romo | San Francisco de los Romo |

## Liên kết
- (tiếng Tây Ban Nha) Aguascalientes state government
- Pictures of Aguascalientes Photo set of the City of Aguascalientes
- Aguascalientes Touristic website Lưu trữ ngày 15 tháng 3 năm 2010 tại Wayback Machine